# Campagne-lès-Wardrecques
 Campagne-lès-Wardrecques  es una población y comuna francesa, situada en la región de Norte-Paso de Calais, departamento de Paso de Calais, en el distrito de Saint-Omer y cantón de Arques.

## Demografía
| 421 | 412 | 492 | 724 | 862 | 947 | 1015 | 1021 | 1139 | 1160 |
| Para los censos de 1962 a 1999 la población legal corresponde a la población sin duplicidades (Fuente: INSEE [Consultar]) |     |     |     |     |     |      |      |      |      |